# Lik-Sang
Lik-Sang (chinesisch 力生, Pinyin Lìshēng, Jyutping Lik6sang1), Pacific Game Technology (Holding) Limited, war eine in Hongkong ansässige Firma, die sich auf den Verkauf von Videospielen, asiatischen Gadgets, Anime-Artikeln sowie seltenem Videospielzubehör in die ganze Welt spezialisiert hat. Lik-Sang war die bekannteste Firma der Welle von Importhändlern, die vorwiegend japanische und asiatische Spiele an Videospieler vor allem in Nordamerika und Europa versenden, die die Originalversionen den lokalisierten amerikanischen oder europäischen Versionen vorziehen.
Lik Sang wurde 1998 als damals erste Firma mit Sitz in Hongkong gegründet, die Videospiele und andere Produkte der Unterhaltungselektronik allen Käufergruppen anbot.
Im August 2005 reichte Sony Computer Entertainment Europe Klage beim High Court of Justice in London ein, um Verkäufe, speziell von japanischen Modellen der PlayStation Portable, nach Europa zu verhindern. Nachdem der Klage stattgegeben worden war und Sony weitere Klagen folgen ließ, schloss Lik-Sang daraufhin am 24. Oktober 2006 seinen Online-Shop.